# Ragnheiður Gröndal
Ragnheiður "Ragga" Gröndal, född 1984, är en isländsk sångerska, pianist och låtskrivare som gör musik på isländska och engelska.
Som artistnamn använder Ragnheiður ibland Ragga Gröndal. 
Hon utsågs till årets sångare på Island 2006. 2007 nådde hon finalen i Söngvakeppni Sjónvarpsins, Islands motsvarighet till melodifestivalen. Det blev dock Eurobandið som fick representera Island i Eurovision Song Contest i Belgrad 2008. Ragnheiður har bland annat samarbetat med isländska musiker som bandet Ske  och Haukur Gröndal.

## Diskografi

### Soloalbum
- Astrocat Lullaby (2011)
- Bella & Her Black Coffee (2008)
- After the Rain (2005)

### Isländsk folkmusik
- Tregagás (2009)
- Þjóðlög (2006)
- Vetrarljóð (2004)